# Microcontinent
Een microcontinent is een in een oceaan gelegen stuk continentale korst dat kleiner is dan een continent en niet vastzit aan een continent. Het verschil met een continentaal fragment is dat het laatste niet volledig gescheiden is van het moedercontinent. Een microcontinent moet niet verward worden met een microplaat, een kleine tektonische plaat. Een tektonische plaat kan ook alleen uit oceanische korst bestaan of kan continenten en microcontinenten bevatten.
Voorbeelden van microcontinenten zijn het gebied rondom het eiland Jan Mayen in het noorden van de Atlantische Oceaan of dat rond de Seychellen in de Indische Oceaan.
Er zijn verschillende modellen voor het ontstaan van microcontinenten en continentale fragmenten. Veel zijn ontstaan bij divergente plaatgrenzen, plekken waar tektonische platen uit elkaar bewegen. Een mogelijkheid is het van een continent afbreken van een klein fragment door het lateraal verspringen van de plaatgrens. Bij convergente beweging kan een stuk continent afbreken bij de vorming van een achterboogbekken.
Als convergente plaatbeweging doorgaat kan een microcontinent terecht komen in een orogene gordel. In veel van zulke gordels komen als voormalige microcontinenten herkenbare terreinen voor. Voorbeelden zijn het Briançonnais microcontinent in de westelijke Alpen en het Jämtlandmicrocontinent in de Noorse Caledoniden.